# Euexorista rebaptizata
Euexorista rebaptizata är en tvåvingeart som beskrevs av Gosseries 1989. Euexorista rebaptizata ingår i släktet Euexorista och familjen parasitflugor. Inga underarter finns listade i Catalogue of Life.